# Mont-lès-Neufchâteau
Mont-lès-Neufchâteau és un municipi francès, situat al departament dels Vosges i a la regió del Gran Est. L'any 2007 tenia 261 habitants.

## Demografia

### Població
El 2007 la població de fet de Mont-lès-Neufchâteau era de 261 persones. Hi havia 104 famílies, de les quals 24 eren unipersonals (16 homes vivint sols i 8 dones vivint soles), 36 parelles sense fills, 40 parelles amb fills i 4 famílies monoparentals amb fills.
La població ha evolucionat segons el següent gràfic:
Habitants censats

### Habitatges
El 2007 hi havia 123 habitatges, 104 eren l'habitatge principal de la família, 7 eren segones residències i 12 estaven desocupats. 106 eren cases i 17 eren apartaments. Dels 104 habitatges principals, 80 estaven ocupats pels seus propietaris, 23 estaven llogats i ocupats pels llogaters i 1 estava cedit a títol gratuït; 1 tenia dues cambres, 12 en tenien tres, 30 en tenien quatre i 61 en tenien cinc o més. 90 habitatges disposaven pel capbaix d'una plaça de pàrquing. A 35 habitatges hi havia un automòbil i a 59 n'hi havia dos o més.

### Piràmide de població
La piràmide de població per edats i sexe el 2009 era:
| Homes | Edats   | Dones |
| ----- | ------- | ----- |
| 0     | 95 o +  | 0     |
| 0     | 90 a 94 | 0     |
| 0     | 85 a 89 | 4     |
| 0     | 80 a 84 | 0     |
| 8     | 75 a 79 | 4     |
| 0     | 70 a 74 | 4     |
| 12    | 65 a 69 | 8     |
| 0     | 60 a 64 | 4     |
| 4     | 55 a 59 | 0     |
| 12    | 50 a 54 | 8     |
| 8     | 45 a 49 | 8     |
| 12    | 40 a 44 | 8     |
| 20    | 35 a 39 | 12    |
| 12    | 30 a 34 | 8     |
| 16    | 25 a 29 | 20    |
| 4     | 20 a 24 | 4     |
| 4     | 15 a 19 | 16    |
| 4     | 10 a 14 | 20    |
| 4     | 5 a 9   | 16    |
| 20    | 0 a 4   | 16    |

## Economia
El 2007 la població en edat de treballar era de 172 persones, 136 eren actives i 36 eren inactives. De les 136 persones actives 124 estaven ocupades (68 homes i 56 dones) i 12 estaven aturades (6 homes i 6 dones). De les 36 persones inactives 13 estaven jubilades, 11 estaven estudiant i 12 estaven classificades com a «altres inactius».

### Ingressos
El 2009 a Mont-lès-Neufchâteau hi havia 112 unitats fiscals que integraven 283,5 persones, la mediana anual d'ingressos fiscals per persona era de 18.341 €.

### Activitats econòmiques
Dels 8 establiments que hi havia el 2007, 1 era d'una empresa alimentària, 4 d'empreses de fabricació d'altres productes industrials, 2 d'empreses de construcció i 1 d'una empresa de transport.
Dels 2 establiments de servei als particulars que hi havia el 2009, 1 era una fusteria i 1 lampisteria.
L'any 2000 a Mont-lès-Neufchâteau hi havia 9 explotacions agrícoles.

## Equipaments sanitaris i escolars
El 2009 hi havia una escola elemental.

## Poblacions més properes
El següent diagrama mostra les poblacions més properes.